# Barwy broni i służb Polskich Sił Zbrojnych
Barwy broni i służb Polskich Sił Zbrojnych - opis patek broni i służb Polskich Sił Zbrojnych.
Zgodnie z polskimi tradycjami w PSZ w Wielkiej Brytanii wprowadzono patki na kołnierze w kolorach broni. Od września 1944 roku patki nosili audytorzy, duchowieństwo i żandarmeria 3 Brygady Strzelców — pozostali żołnierze nosili proporczyki swoich oddziałów.
Barwy broni noszone były także w postaci barwnych otoków przy rogatywkach garnizonowych. Stosowany był ten sam klucz, co w przypadku patek — wywodzący się wprost z przedwojennego. 
| Grafika | Opis |
| ------- | --- |
|         | Piechota Patka granatowa, wypustka żółta |
|         | Artyleria lekka Patka zielona, wypustka granatowa |
|         | Artyleria ciężka Patka zielona, wypustka czerwona |
|         | Artyleria przeciwlotnicza Patka zielona, wypustka żółta |
|         | Łączność Patka czarna, wypustka jasnoniebieska |
|         | Saperzy Patka czarna, wypustka czerwona |
|         | Kolumny samochodowe Patka czarna, wypustka różowa |
|         | Służba zdrowia Patka, wypustka granatowa |
|         | Żandarmeria Patka szkarłatna, wypustka żółta Na podstawie pisma nr 84/I/3 4 Misji Brytyjskiej z 11 kwietnia 1942 ustalono dla żołnierzy żandarmerii obwódkę koloru pomarańczowego na dolnej części hełmu (na hełmie stalowym szerokości 8 mm, a na hełmie motocyklisty żandarma – 17 mm. |

Inne patki:
| Grafika | Opis |
| ------- | --- |
|         | Generałowie Patka granatowa, wypustka czerwona |
|         | 1 Dywizja Grenadierów Patka granatowa, wypustka żółta. Patka piechoty na kołnierz kurtki oficerskiej, stosowana od 1940 |
|         | 1 Dywizja Grenadierów Patka granatowa, wypustka żółta. Patka piechoty na kołnierz kurtki szeregowca stosowana od 1940 |
|         | 1 Samodzielna Brygada Spadochronowa Patka kształtów i rozmiarów w myśl Dz. Rozk. MSWojsk. Nr 5/41 zał. nr 4 – koloru popielatego „poster gray” z żółtą wypustką, i wyhaftowaną na niej sylwetką spadochronu – dla oficerów oksydowaną nitką srebrną, dla podoficerów i szeregowców białą bawełną merceryzowaną. Od lutego 1943 patki były wykonywane z metalu |